# Färjestads ishall
Färjestads ishall var en ishall i Karlstad i Sverige. Den var hemmaplan för Färjestads BK i ishockey, och invigdes den 4 november 1967 med matchen Färjestads BK–Djurgårdens IF i Division 1, där Färjestads BK vann med 8–4.
Invigningsmatchen bevittnades av 10 610 åskådare, vilket blev publikrekord för ishockey i Värmland fram till december 2010.